# Veliko Tàrnovo
Veliko Tàrnovo (búlgar: Велико Търново Veliko Tàrnovo) és una ciutat de Bulgària, centre administratiu de la província de Veliko Tàrnovo. Sovint esmentada com "La ciutat dels tsars", Veliko Tàrnovo és a la riba del riu Iantra i és famosa com la capital històrica del Segon Imperi Búlgar; atreu molts turistes amb la seva arquitectura única. Fins a 1965 el nom de la ciutat era Tàrnovo, i aquest és encara el nom comú. La ciutat vella se situa en tres turons, Tsarèvets, Trapezitsa i Sveta Gora, enmig dels meandres del Iantra. Tsarevets allotjava els palaus dels emperadors búlgars i dels patriarques amb la catedral patriarcal, així com un cert nombre d'edificis administratius i residencials envoltats per parets gruixudes. Trapezitsa és coneguda per les seves moltes esglésies i com a residència principal de la noblesa; a l'edat mitjana estava entre els principals centres europeus de cultura i donava nom a l'arquitectura, a la pintura i a la literatura de l'escola artística de Tàrnovo. Veliko Tàrnovo és un centre administratiu, econòmic, educatiu i cultural important del nord de Bulgària. Al cens del febrer de 2011, la ciutat tenia 68.197 habitants.
Veliko Tàrnovo té un clima continental humit segons la classificació climàtica de Köppen.

## Història

### Prehistòria i antiguitat

Mapa de Tarnovo medieval

Veliko Tàrnovo és un dels assentaments més vells de Bulgària; té una història de més de cinc mil·lennis; les primeres traces de presència humana daten del III mil·lenni aC, i s'han trobat al turó de Trapezitsa. Fou ocupada i fortificada per romans i romans d'Orient.

### Edat mitjana
El 1185 els senyors feudals locals Pere Assèn i Joan Assèn es van revoltar a la ciutat llavors esmentada com Tirnovo; la ciutat va esdevenir la fortificació búlgara més important de l'edat mitjana entre els segles XII i XIV i el centre polític, econòmic, cultural i religiós principal de l'imperi (Segon Imperi Búlgar). La ciutat fou descrita pel clergue búlgar Gregory Tsamblak al segle xiv com a "ciutat molt gran, maca i envoltada als costats de muralles amb entre dotze i quinze mil habitants". La ciutat va tenir unes 40 esglésies i cinc monestirs, una vila franca per als comerciants europeus occidentals, i un barri jueu. Al segle xiv, amb l'Imperi Romà d'Orient debilitat, Tarnovo afirmava ser la tercera Roma, basant-se en la seva influència cultural preeminent als Balcans i al món ortodox eslau.
Com a capital del Segon Imperi Búlgar, Tarnovo era una ciutat cosmopolita, amb molts comerciants estrangers i enviats. Se sap que Tarnovo tenia residents armenis, jueus i francocatòlics a més d'una població búlgara dominant. La descoberta de tres caps d'estatuetes gòtiques indica que també hi hauria hagut una església catòlica.

### Domini otomà

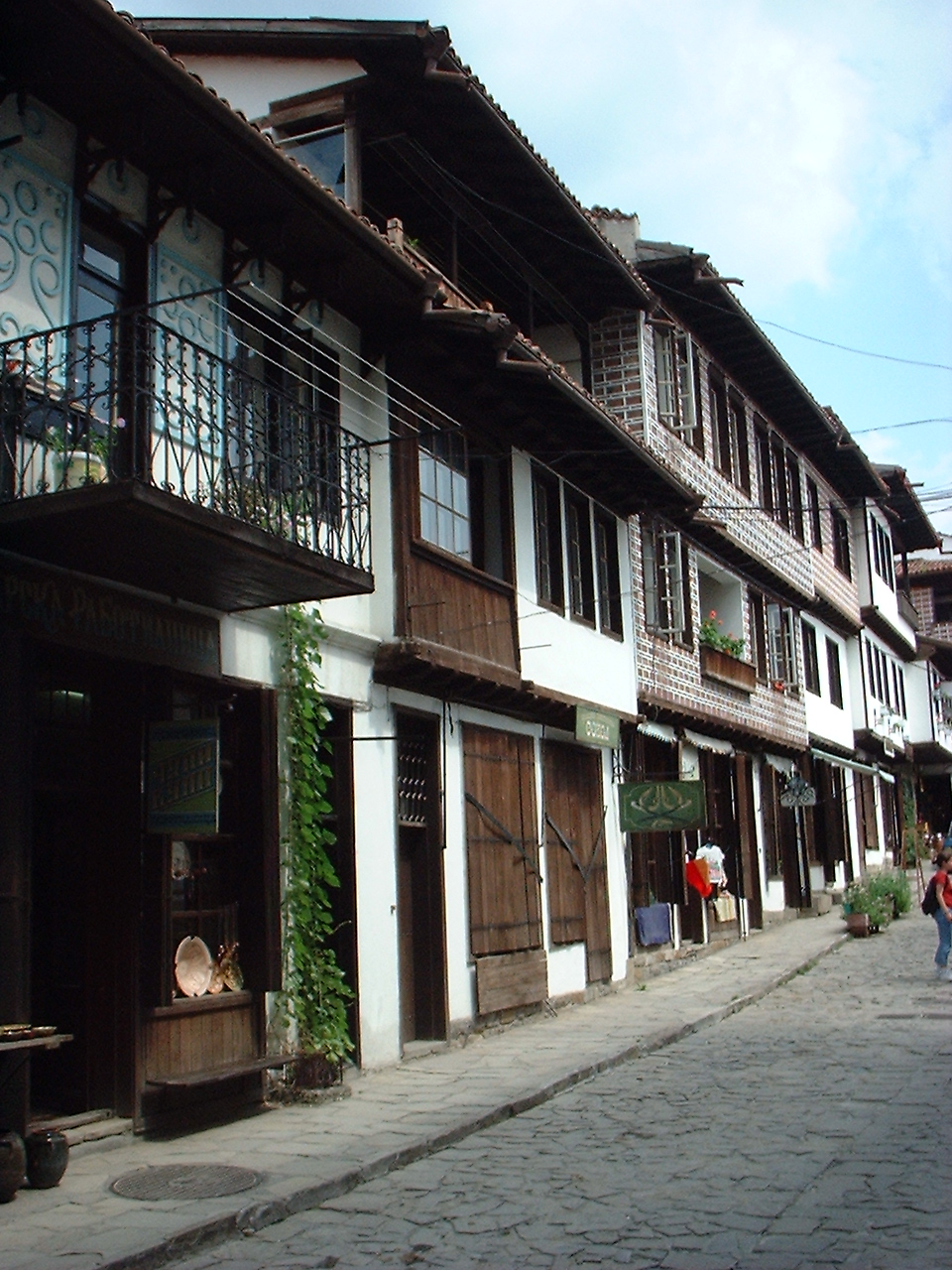
Carrer Samovodska Charshiya a la Ciutat Vella

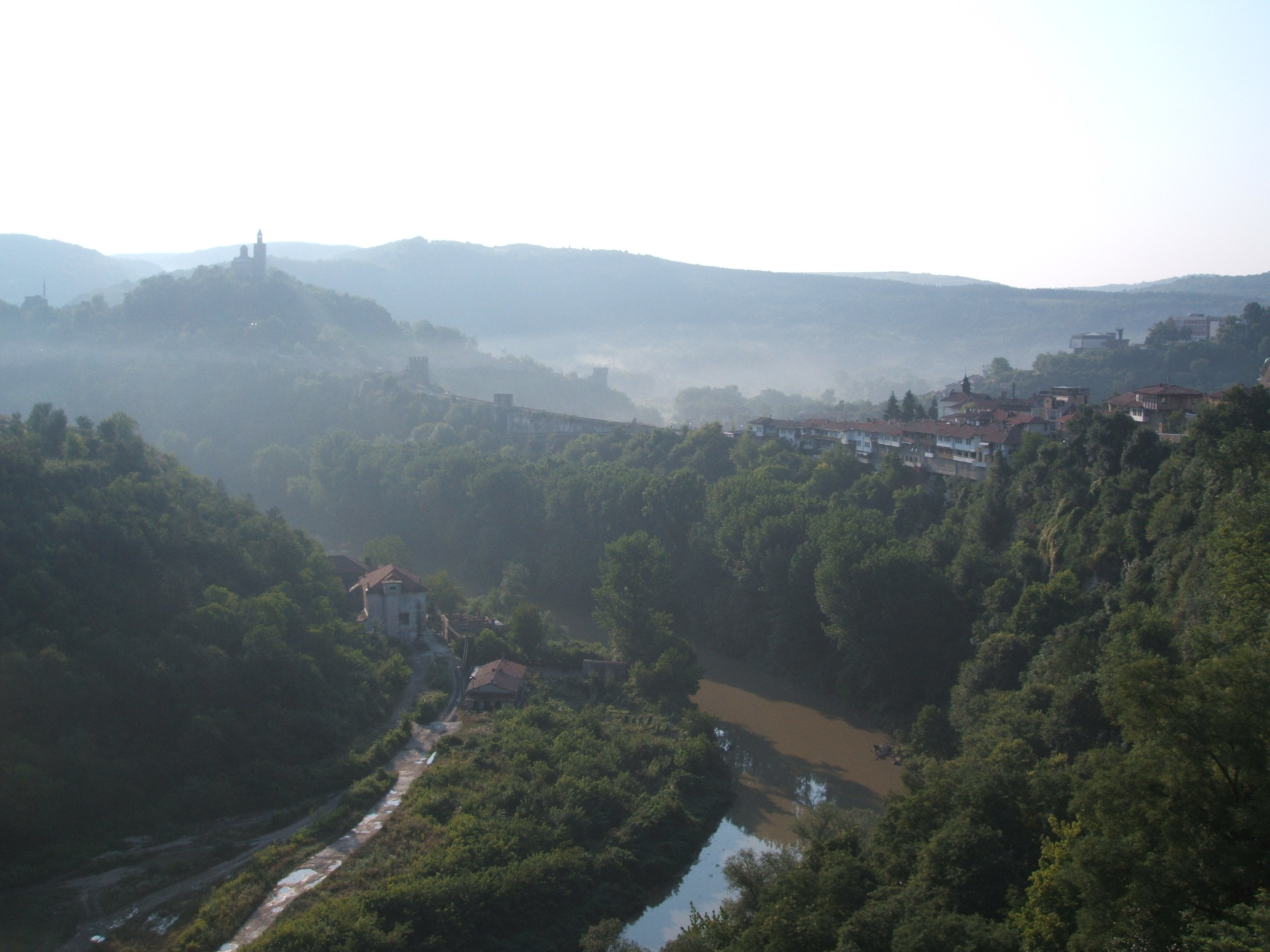
Vista de Veliko Tarnovo i l'àrea circumdant al matí

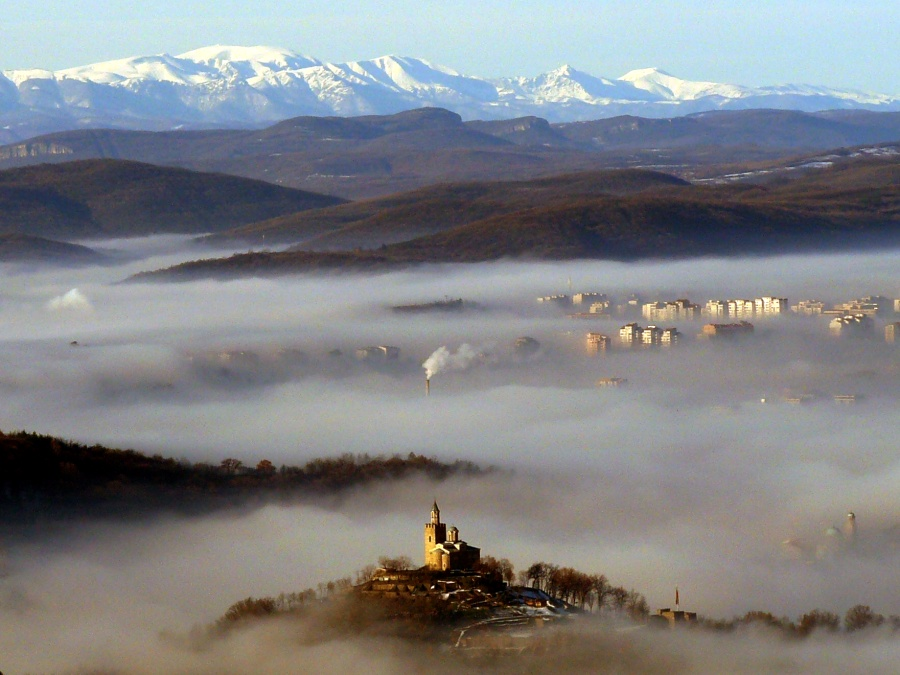
Tsarevets i Stara Planina vistes des del poble d'Arbanassi

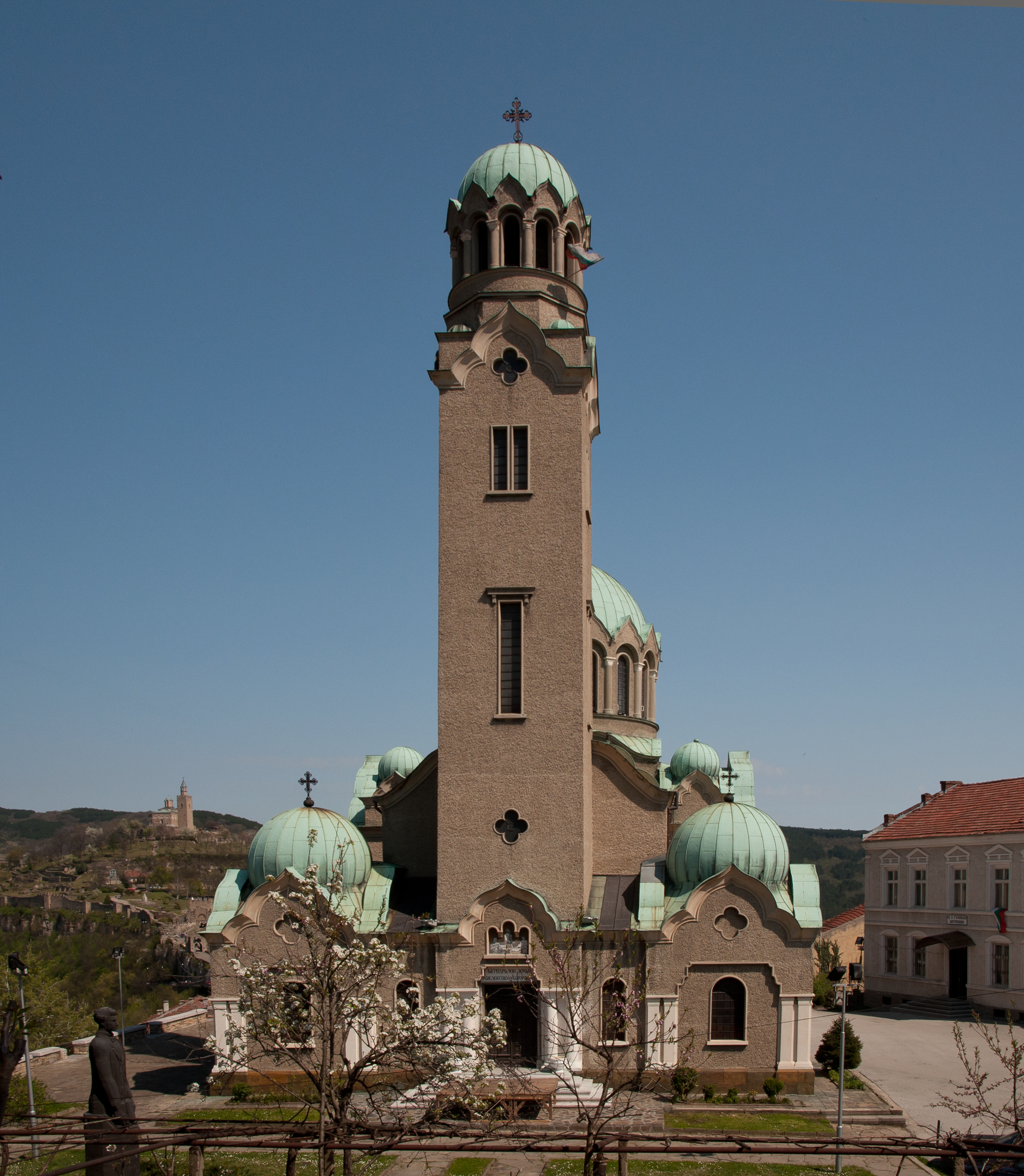
La catedral del Naixement del Theotokos, de Kolyu Ficheto, completada el 1844 i reconstruïda el 1913

La ciutat va prosperar i créixer durant 200 anys. La importància política i espiritual es va aturar el 17 de juliol de 1393 quan, després d'una resistència vigorosa durant un setge de tres mesos, Veliko Tarnovo queia en poder dels otomans i el Segon Imperi Búlgar i l'Església Ortodoxa Búlgara eren destruïts. Moltes ciutats búlgares medievals i pobles, monestirs i esglésies, foren cremats i reduïts a cendres. El palau del tsar i les muralles de Tirnovo foren destruïts i el patriarca enviat a l'exili. Fou llavors centre d'un kada del sandjak de Nikbuli (Nicòpolis) dins de l'eyalat de Rumèlia, i després del de Silistra. Veliko Tarnovo, coneguda en l'edat mitjana com Tarnovgrad (Търновград) i durant el domini otomà com Trnova o Tirnowa, fou escenari de dues revoltes contra els turcs, el 1598 (primera revolta de Tarnovo) i 1686 (la segona); les dues van fracassar. Vers el 1500 Tarnovo tenia 4.600 habitants, un terç musulmans; a la meitat del segle xvii les dues comunitats eren gairebé del mateix nombre (entre les dues, 5.000 habitants).
Finalment amb la reorganització administrativa del 1864 es va constituir en sandjak que formà part del wilayat de Tuna o Danubi. La idea de l'establiment d'una Església Ortodoxa Búlgara nacional i independent va motivar el 1875 i 1876 revoltes a la ciutat. El 23 d'abril de 1876, la Revolta d'abril marcava el començament del final de l'ocupació otomana. Seguia aviat la Guerra russoturca de 1877-1878, en què fou ocupada pels russos i el 1878 va passar al Principat de Bulgària. En aquest temps la ciutat tenia 12.000 habitants i el 1900 eren 11.628 búlgars, 748 turcs, 52 armenis, 23 gitanos i d'altres. El patrimoni musulmà de la ciutat, a diferència del que va passar en altres ciutats de Bulgària, es va conservar; al moment de l'ocupació russa el 1877 hi havia 22 mesquites i el 1912 se'n conservaven 13, entre les quals un tekke i set madrasses.

### Bulgària independent
El 7 de juliol de 1877 el general rus Ióssif Gurko alliberava Veliko Tàrnovo: posà fi a 480 anys de domini otomà. El 1878, el tractat de Berlín creava un Principat de Bulgària entre el Danubi i la serralada dels Balcans, amb seu a l'antiga capital búlgara de Veliko Tarnovo.
El 17 d'abril de 1879, la primera Assemblea Nacional fou convocada a Tarnovo per ratificar la primera constitució de l'estat, coneguda com la Constitució de Tàrnovo, el resultat clau de la qual ocasionava la transferència del parlament des de Tàrnovo o Tarnovgrad fins a Sofia, que avui roman la capital búlgara. En deferència al passat de la ciutat, Ferran I de Bulgària escollia l'església dels Quaranta Sants Màrtirs de Tàrnovo com el lloc per a declarar la independència completa de Bulgària el 5 d'octubre de 1908.
El 1965, la ciutat, llavors oficialment anomenada Tàrnovo, era rebatejada Veliko Tàrnovo (Gran Tarnovo) per commemorar la seva rica i important història.

## Població
Segons el cens de febrer de 2011, Veliko Tarnovo tenia 68.197 habitants. El nombre de residents a la ciutat arribava al cim durant el període 1986-1991 quan va sobrepassar els 70.000. La taula següent presenta el canvi de la població després de l'alliberació del país el 1878.
- 1887 = 11.314
- 1910 = 12.469
- 1934 = 13.963
- 1946 = 16.223
- 1956 = 24.648
- 1965 = 37.337
- 1975 = 56.664
- 1985 = 69.173
- 1991 = 74.185 (màxim)
- 1992 = 67.644
- 2001 = 66.897
- 2005 = 66.145
- 2009 = 67.099
- 2011 = 68.197

## Turisme
Una de les destinacions turístiques primàries de Bulgària, Veliko Tarnovo, disposa de molts monuments històrics i llocs destacats, com:
- Ruïnes del castell Tsarevets al turó del mateix nom, on hi havia el palau reial i patriarcal
- Trapezitsa, la segona fortalesa de la ciutat a la riba dreta del Iantra
- Església de Sant Demetri de Tessalònica
- Església dels Quaranta Sants Màrtirs
- Església de Sant Pere i Sant Pau
- Edificis del Ressorgiment Nacional búlgar amb la seva arquitectura típica
- Museu del Ressorgiment búlgar i Assemblea Constituent, localitzada a l'antic edifici municipal otomà construït per Nikola Fichev
- Museu Arqueològic, que té nombrosos objectes i restes de la història antiga d'aquestes terres
- Samovodska Charshia, el carrer antic comercial amb artesans hàbils del període del Ressorgiment; avui dia els tallers s'han restaurat plenament
- Hadji Nikoli Inn, construït per Mastar Koljo Ficheto, avui restaurants, cafeteries, museu i galeria d'art
- la Casa amb la Mona i el monument a la Mare Bulgària, els dos al carrer principal
- Carrer de Gurko, exemple de l'estil arquitectònic del Ressorgiment búlgar on és possible visitar la Casa Sarafkina
- Església de Santes Constantina i Helena amb la panoràmica sobre el riu Iantra i el monument a la dinastia Àssen
- El pont de Stambolov, que està al camí cap al monument del Asens, i la Galeria d'Art de la Ciutat
- Universitat de Veliko Tàrnovo
- Universitat de Defensa Nacional "Vassil Levski", amb la instal·lació de Forces combinades (antiga Escola Superior Militar de Terra, ara també per a cadets de la força aèria i la marina)

## Galeria

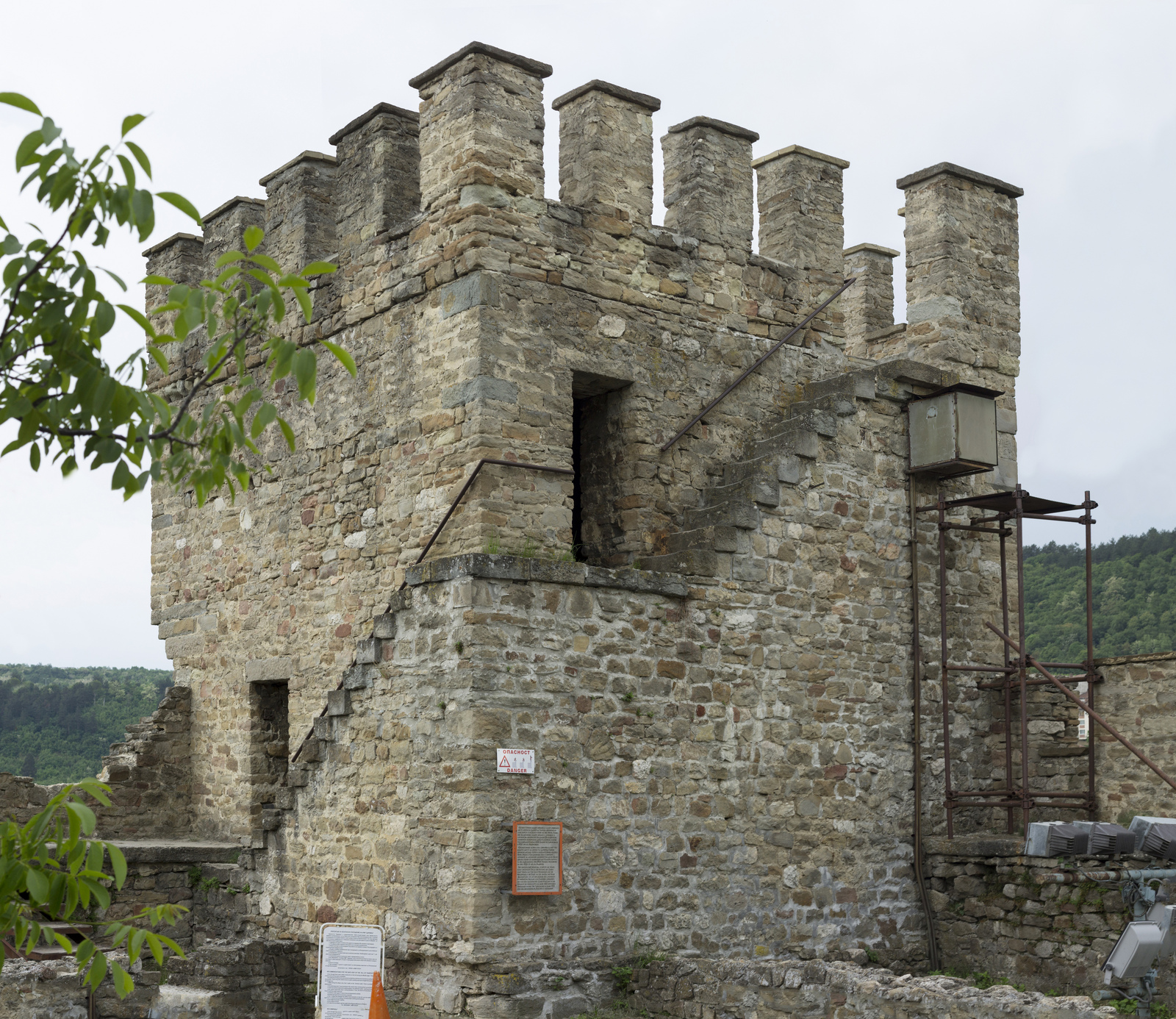
Torre Baldwin
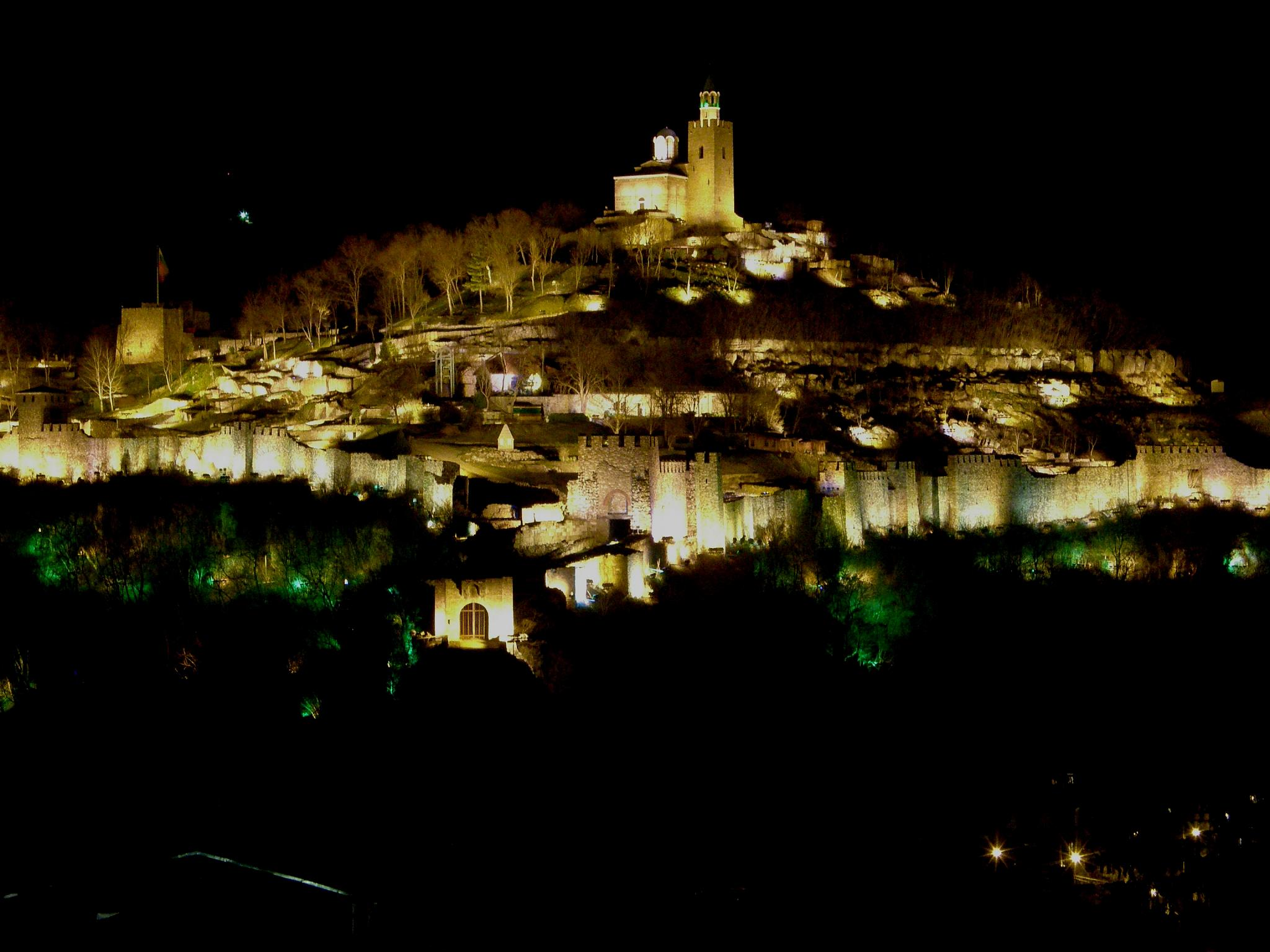
Tsarevets
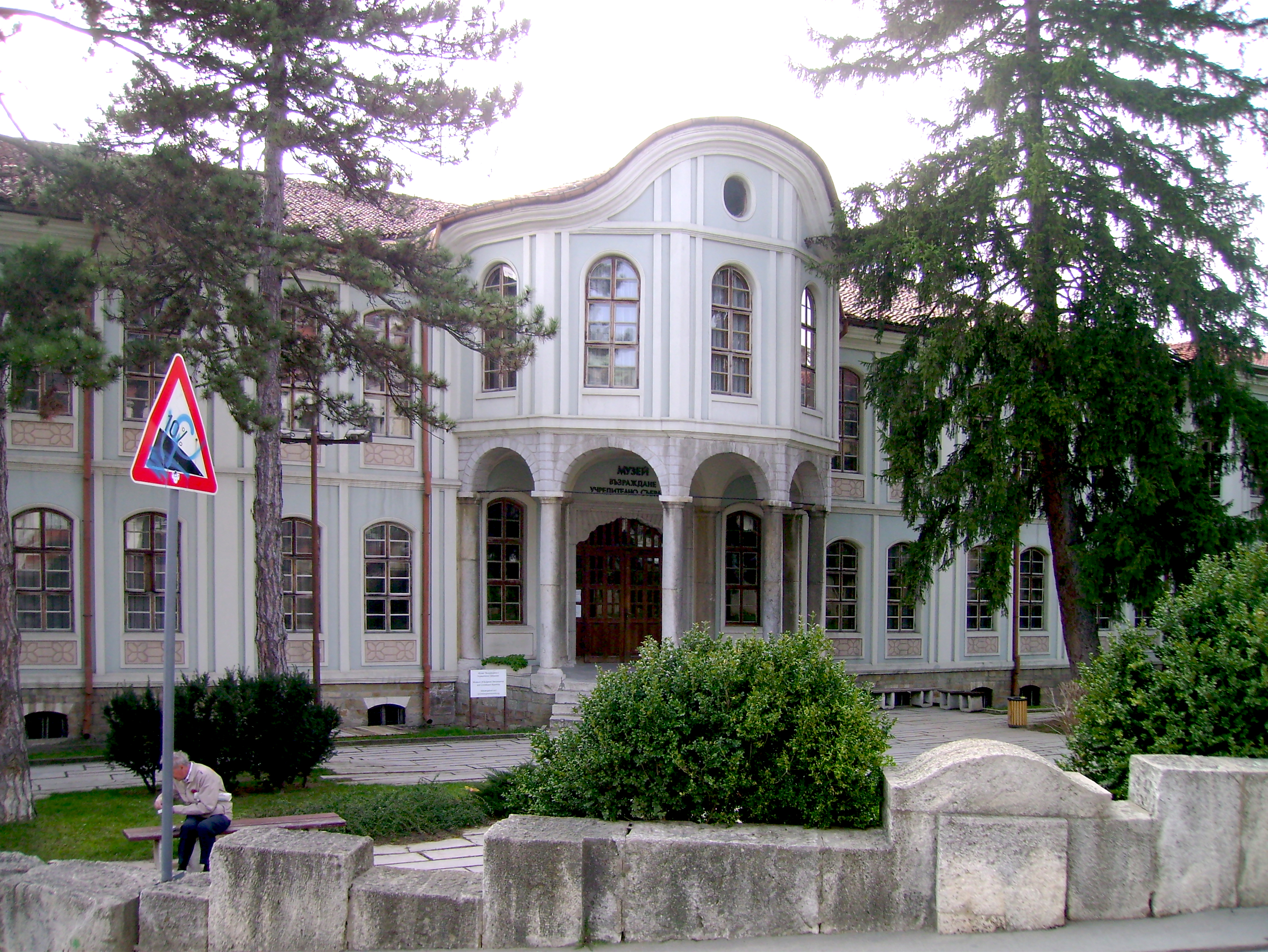
La primera Assemblea Nacional de Bulgària
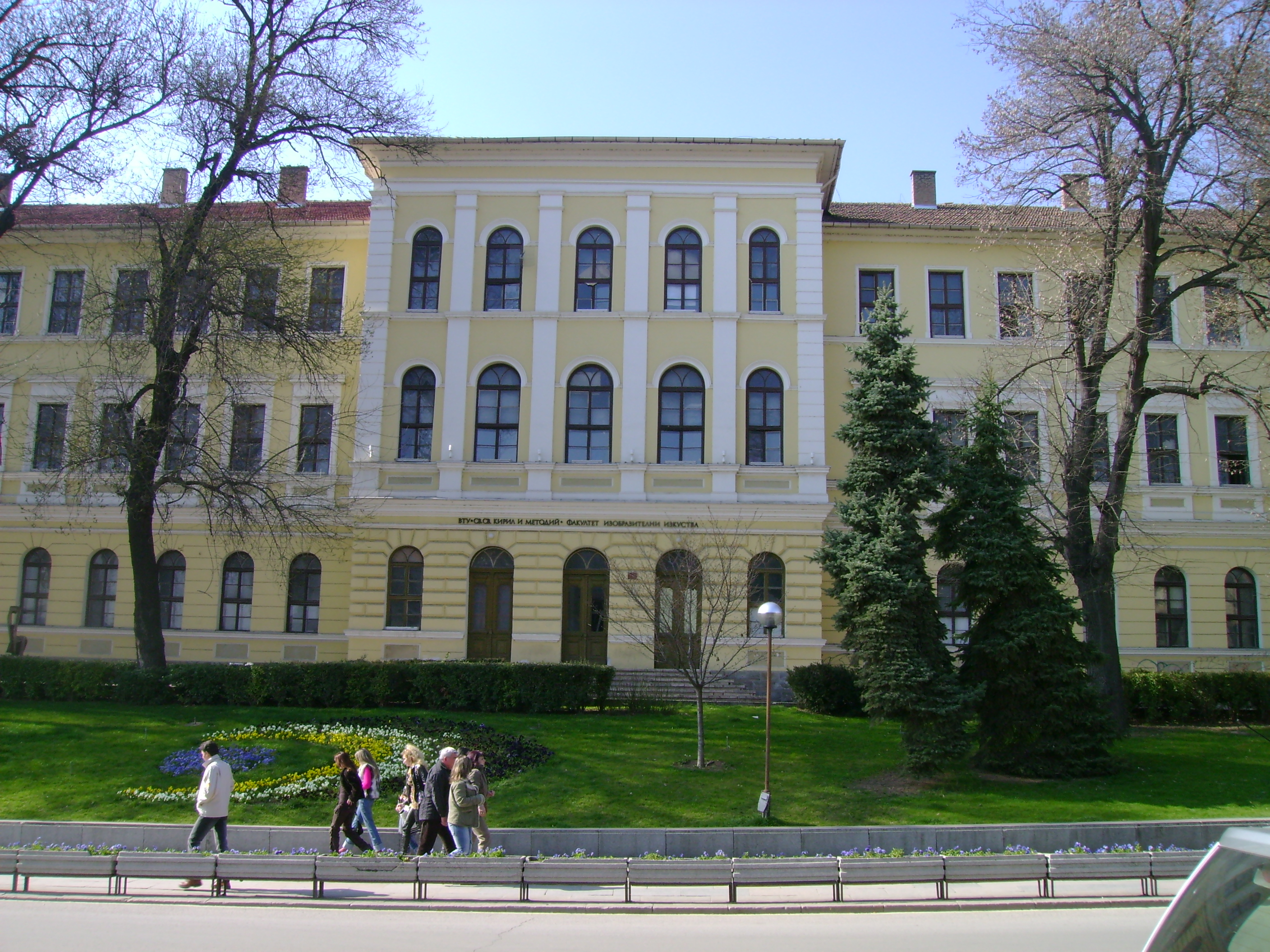
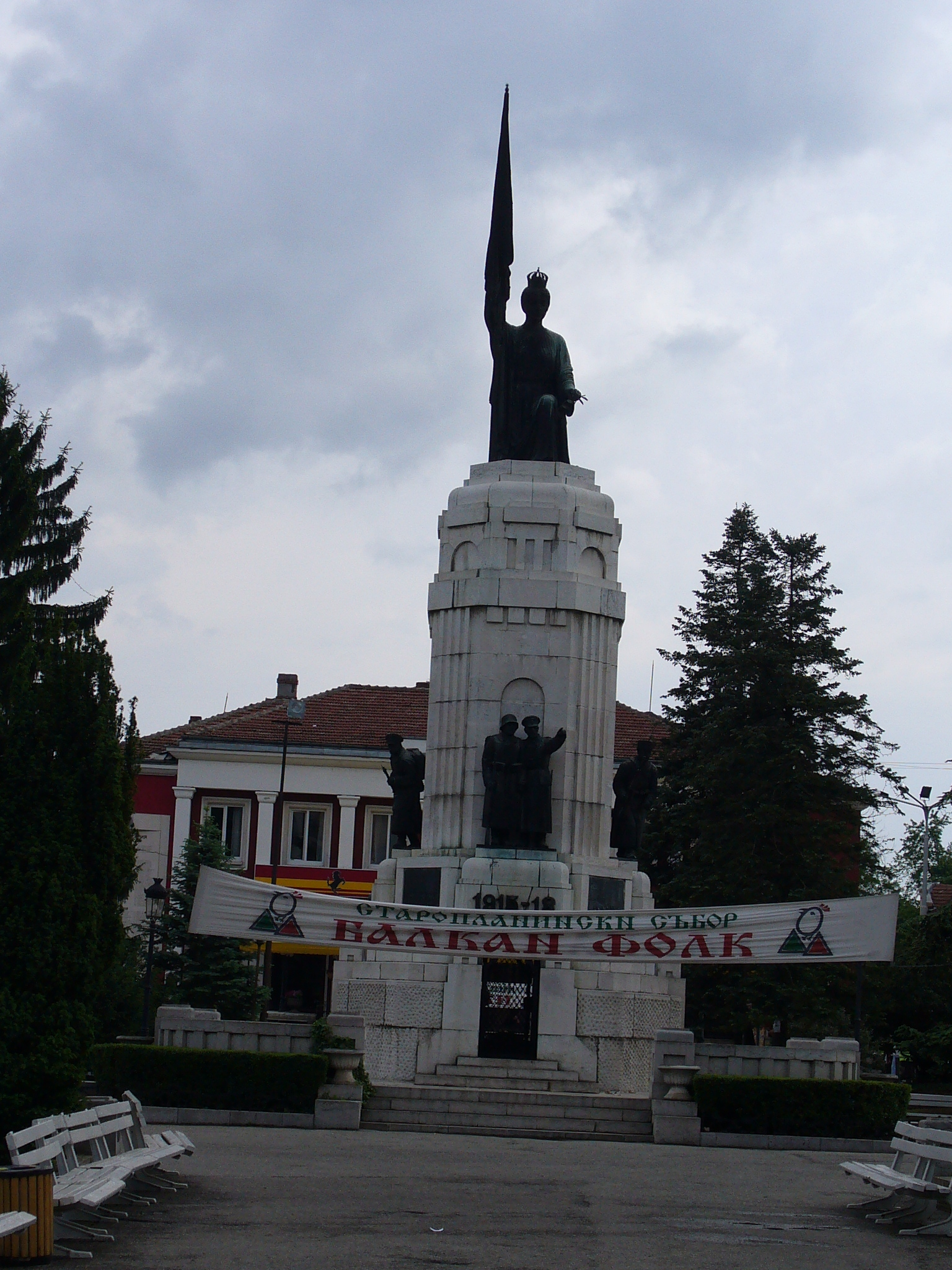
Monument memorial "Mare Bulgària"
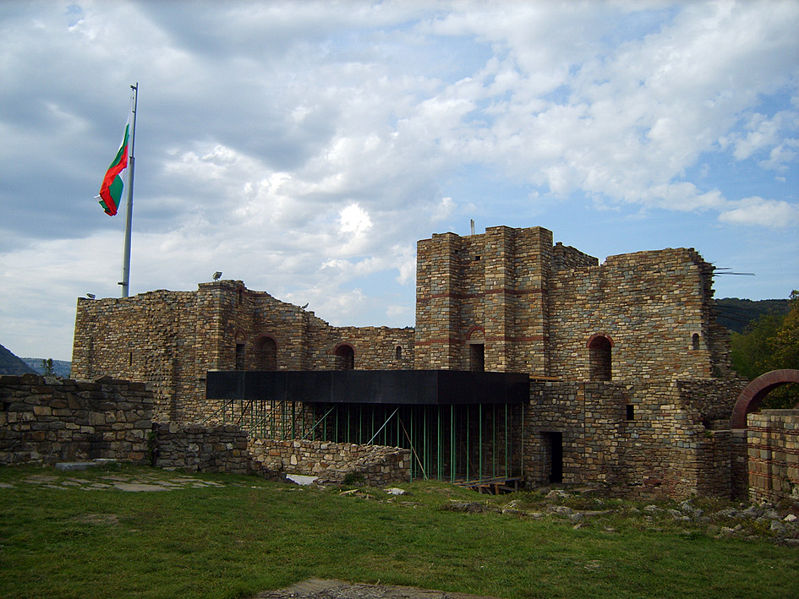
Tsarevets
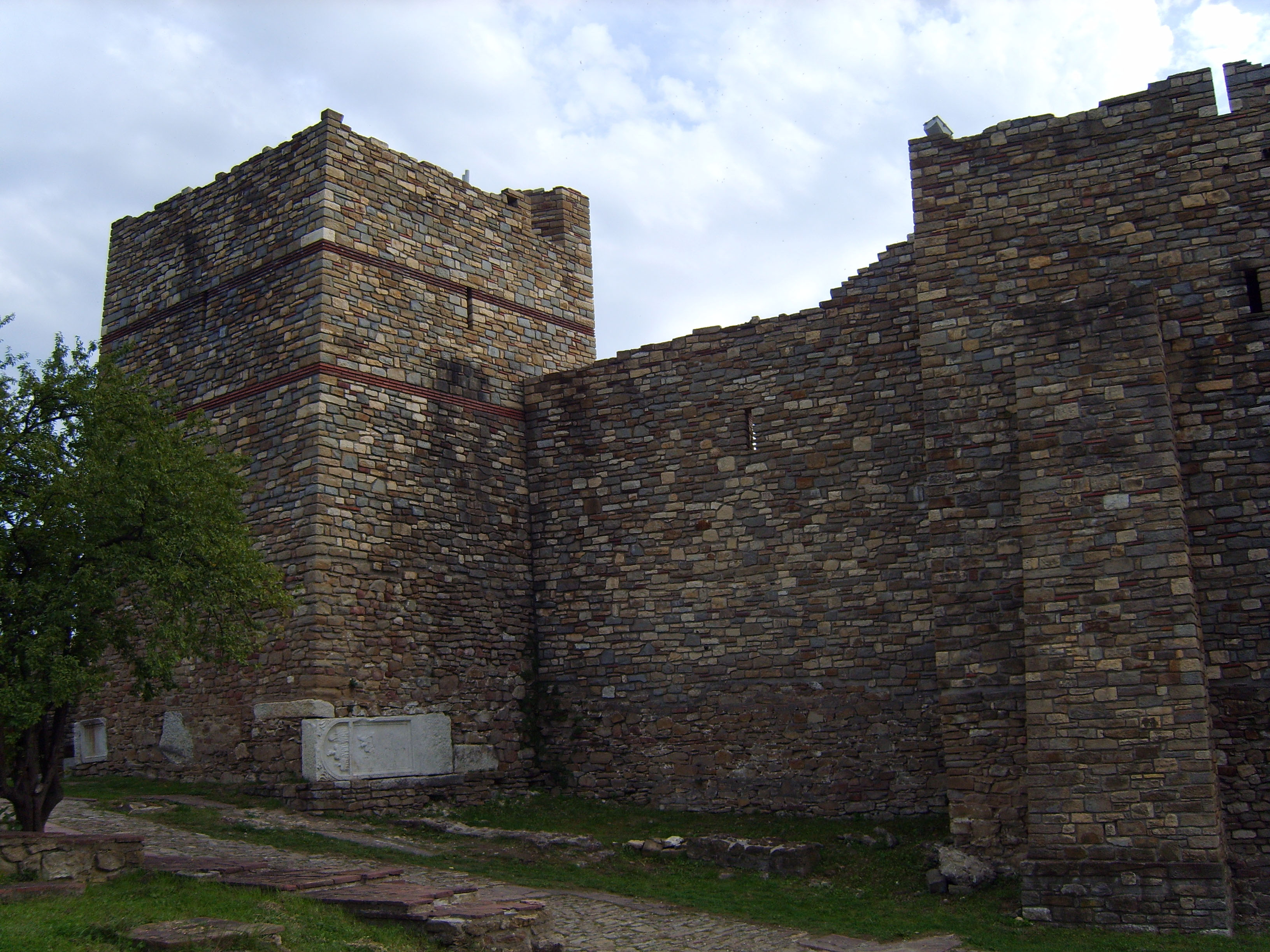
El palau Reial a Tsarevets
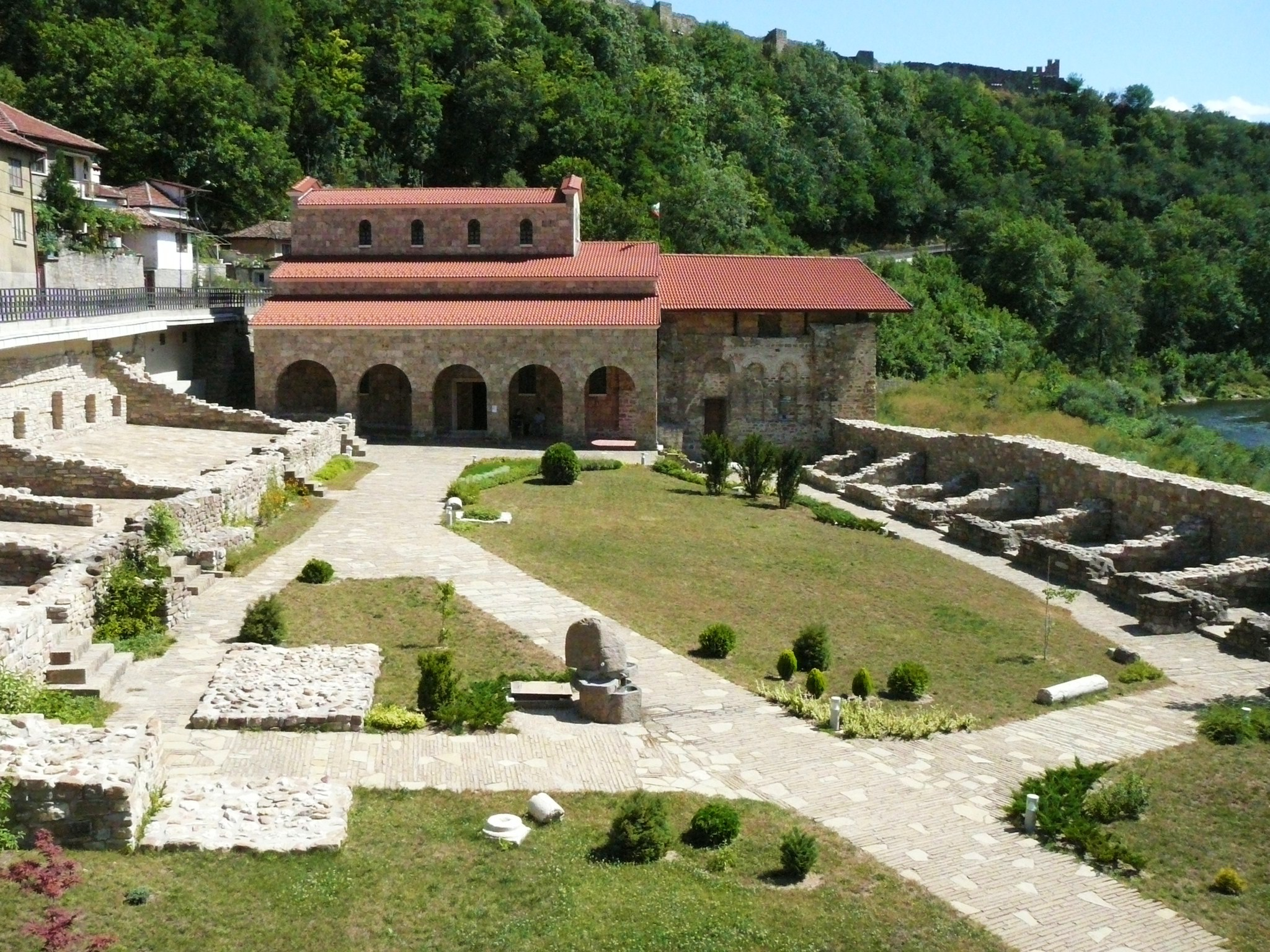
Església dels Quaranta Sant màrtirs
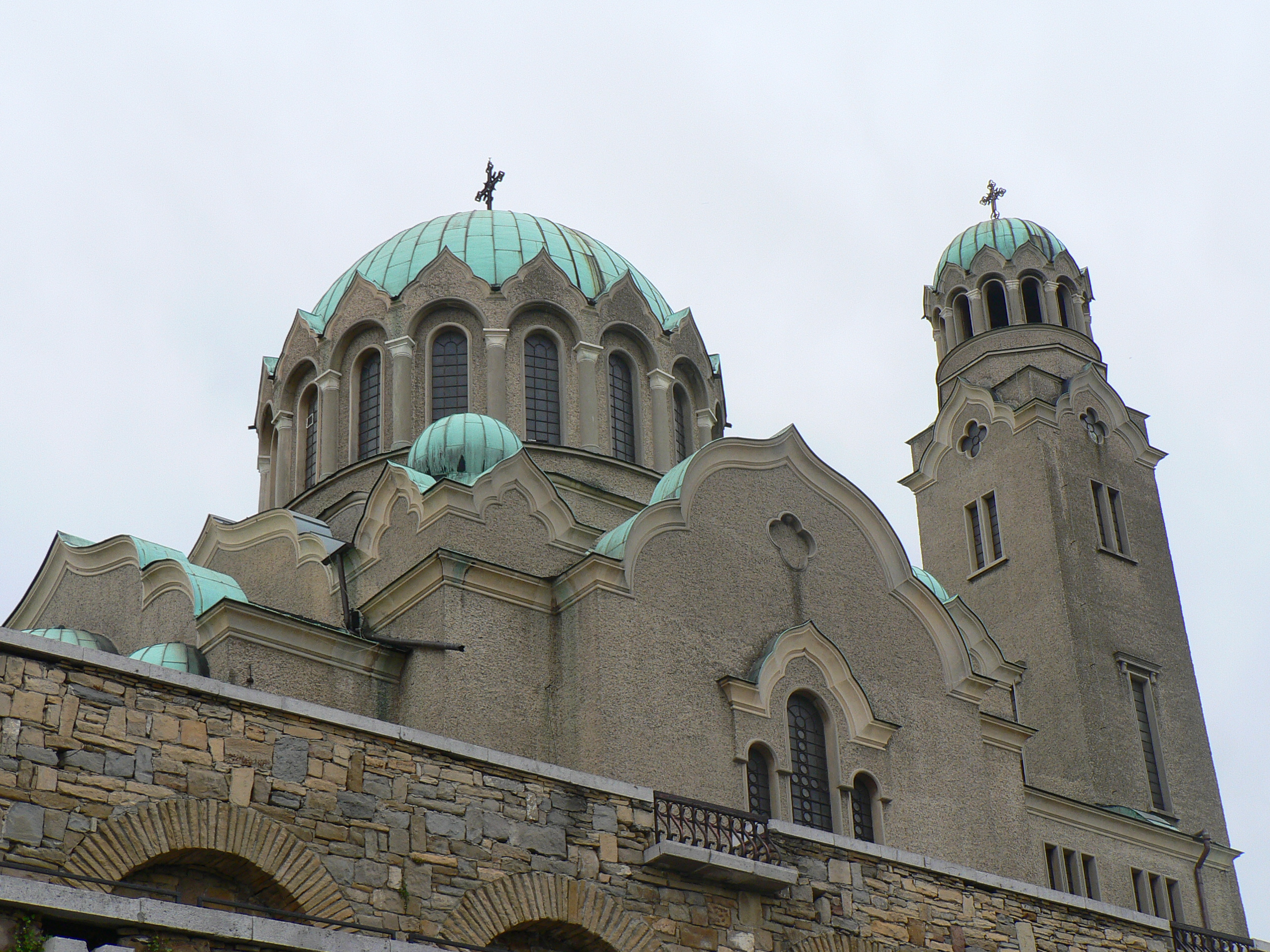
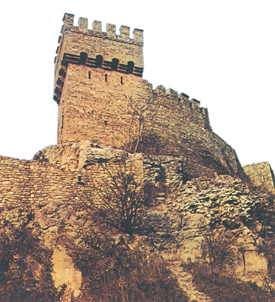
Torre Balduí
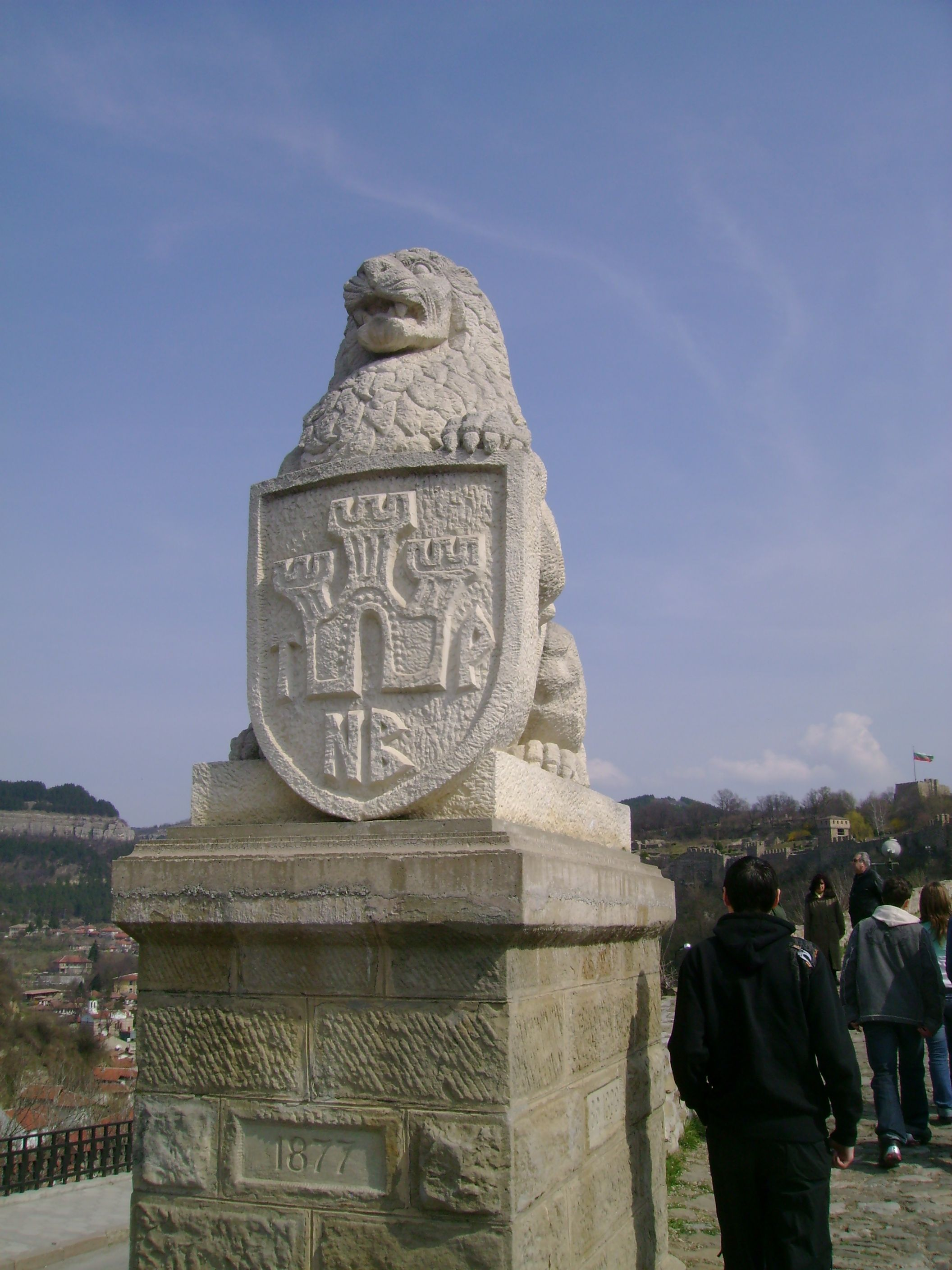
El monument dels Lleons de Tsarevets
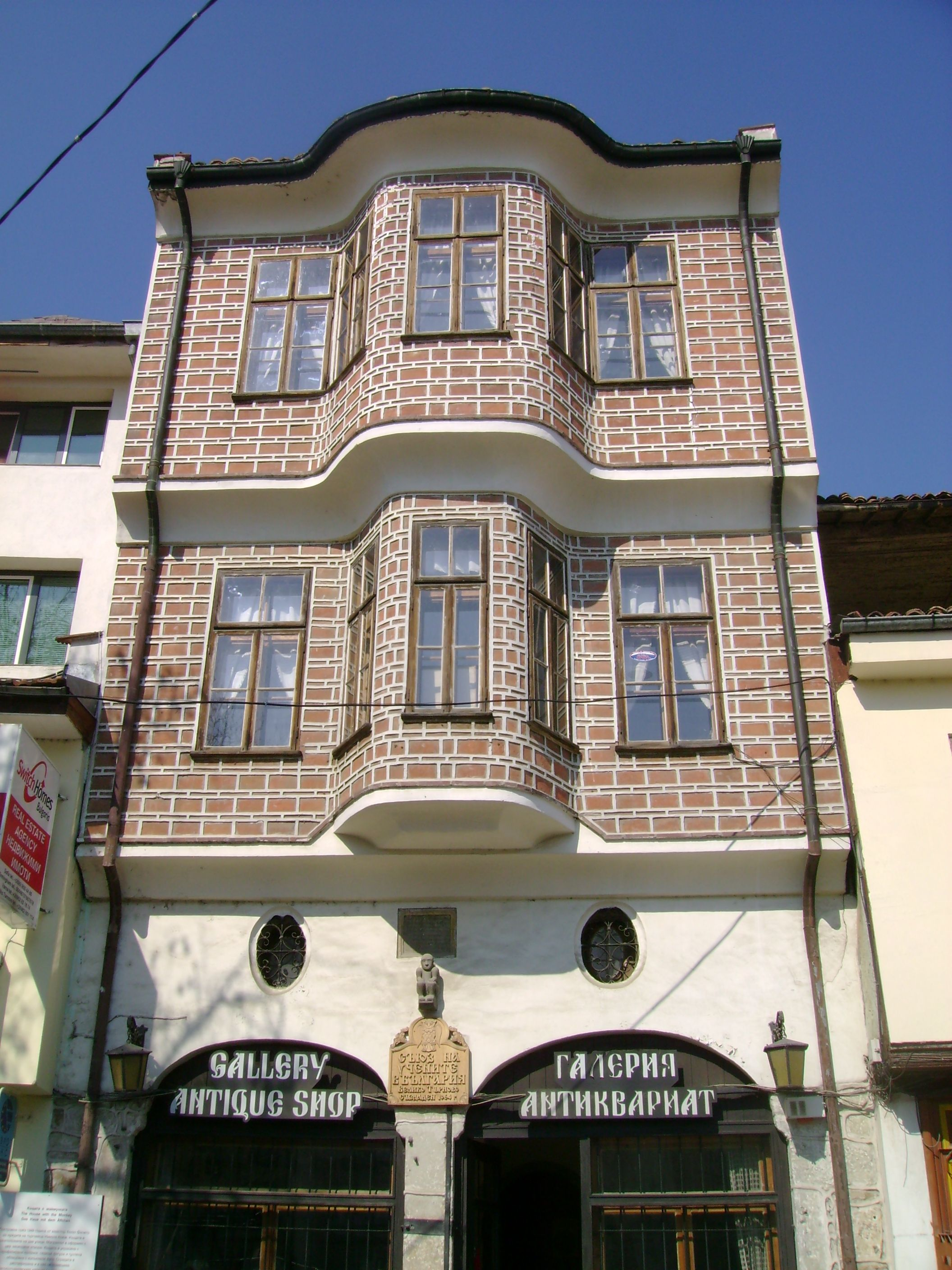
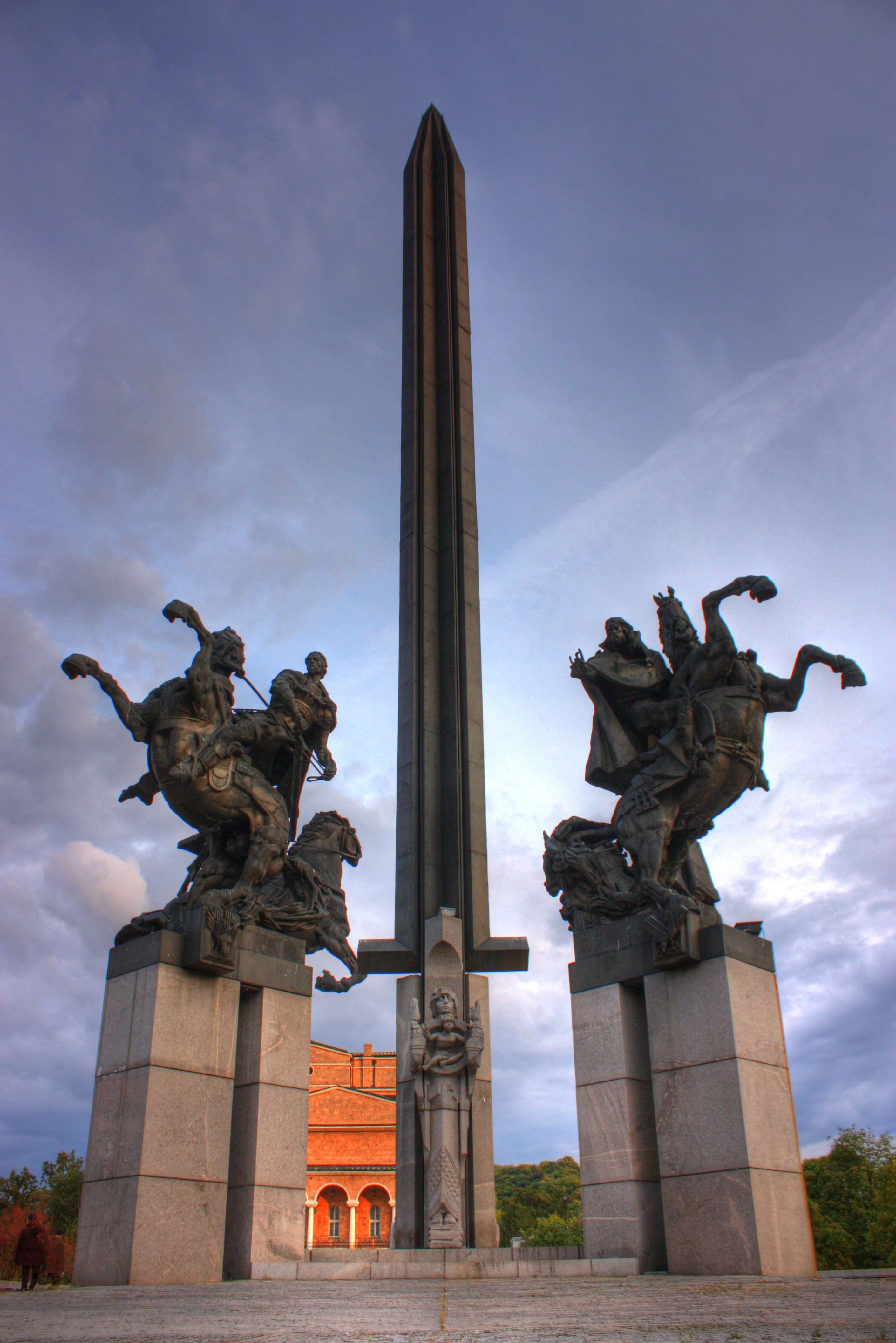
Monument a la dinastia Asen
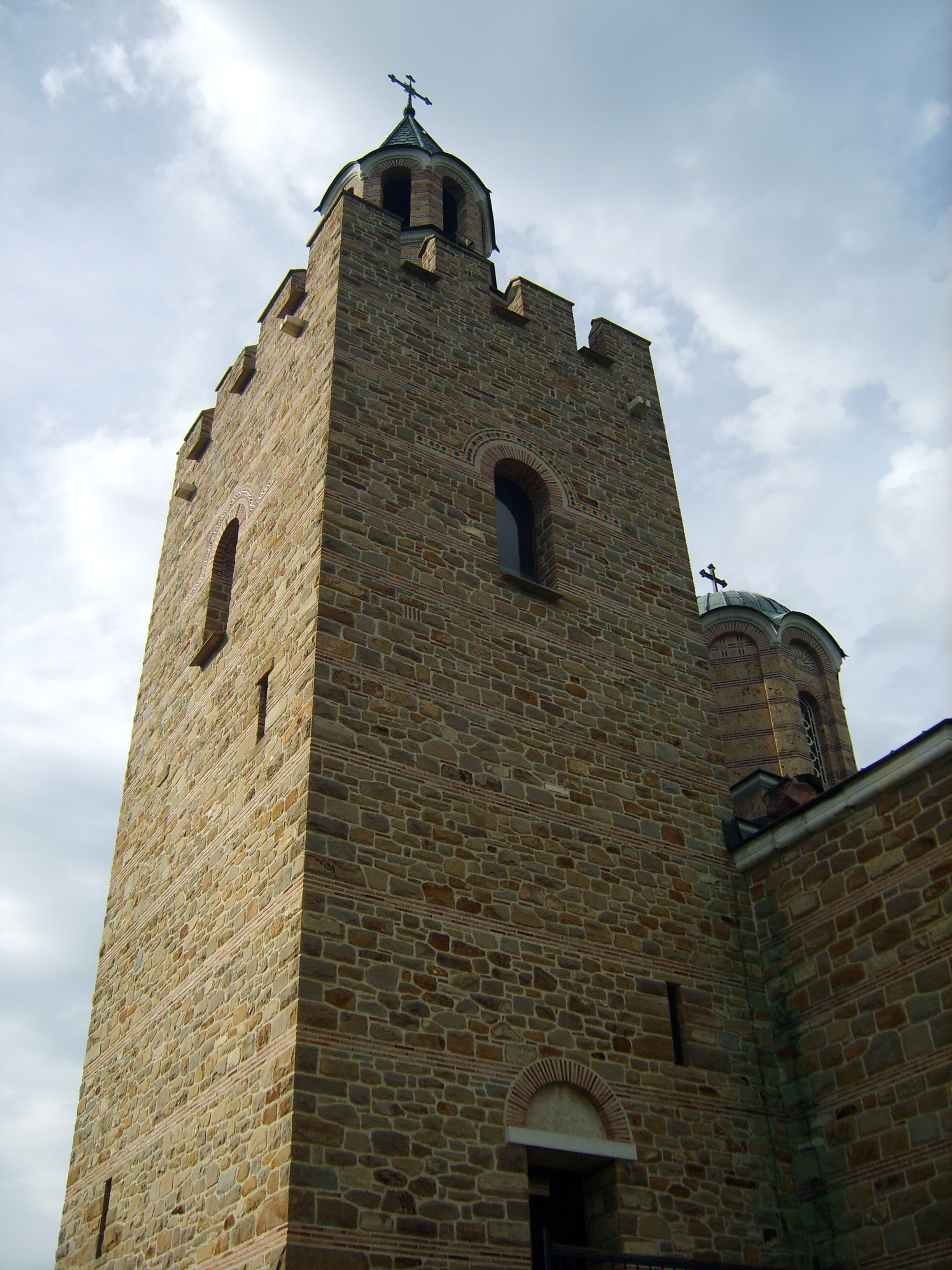
Palau patriarcal a Tsarevets
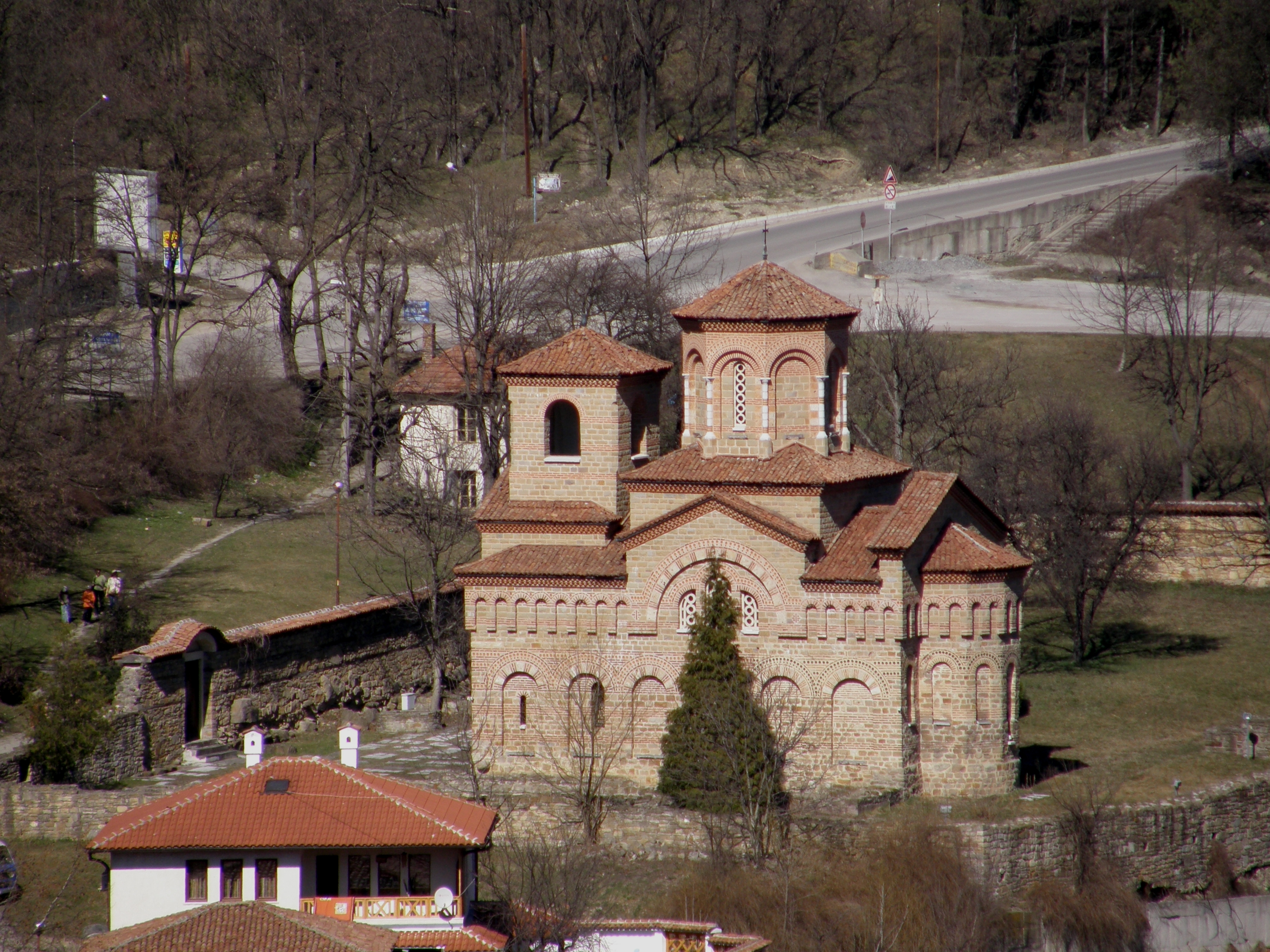
Església de Sant Dimitar
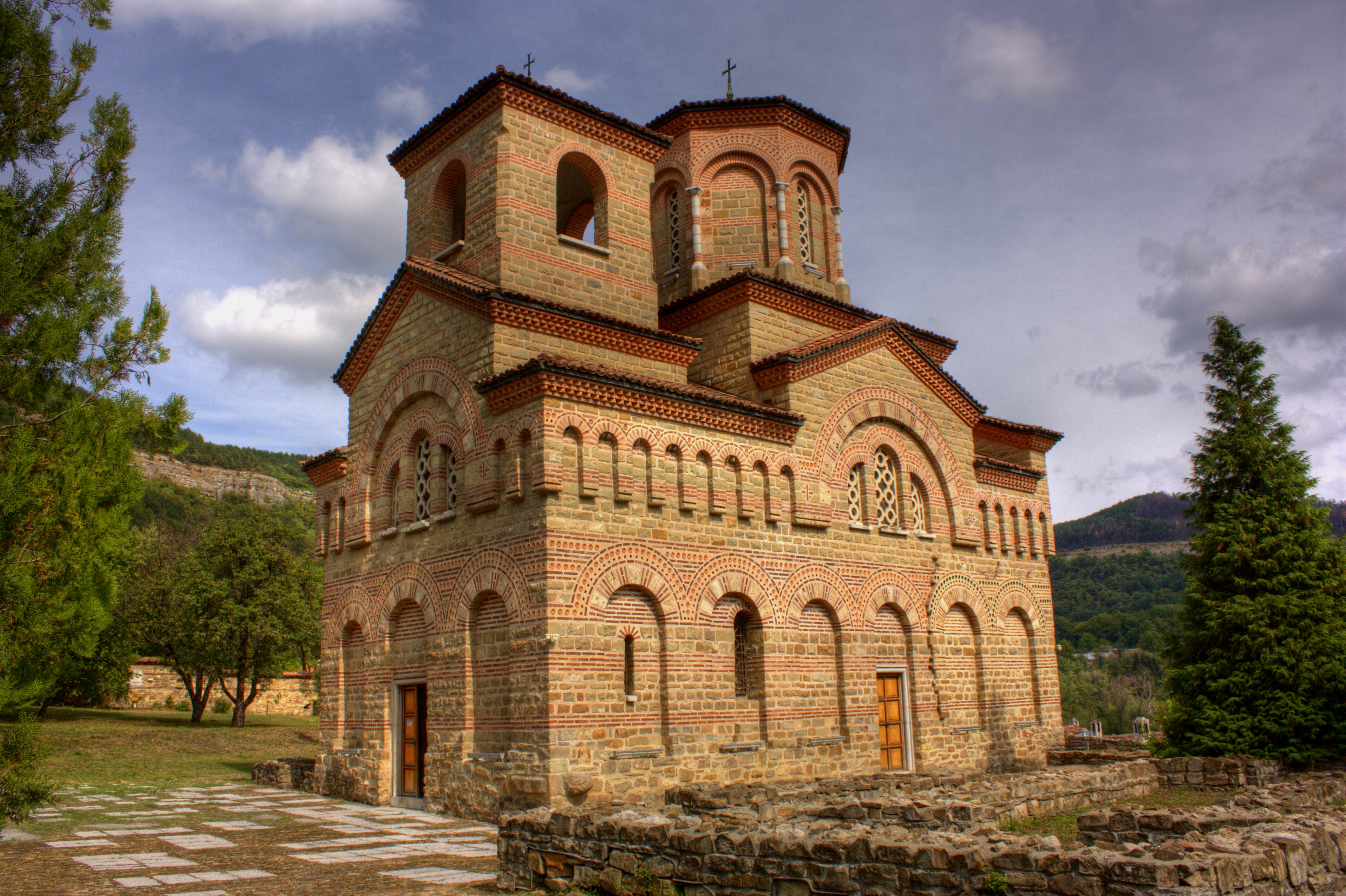
Església de Sant Dimitar
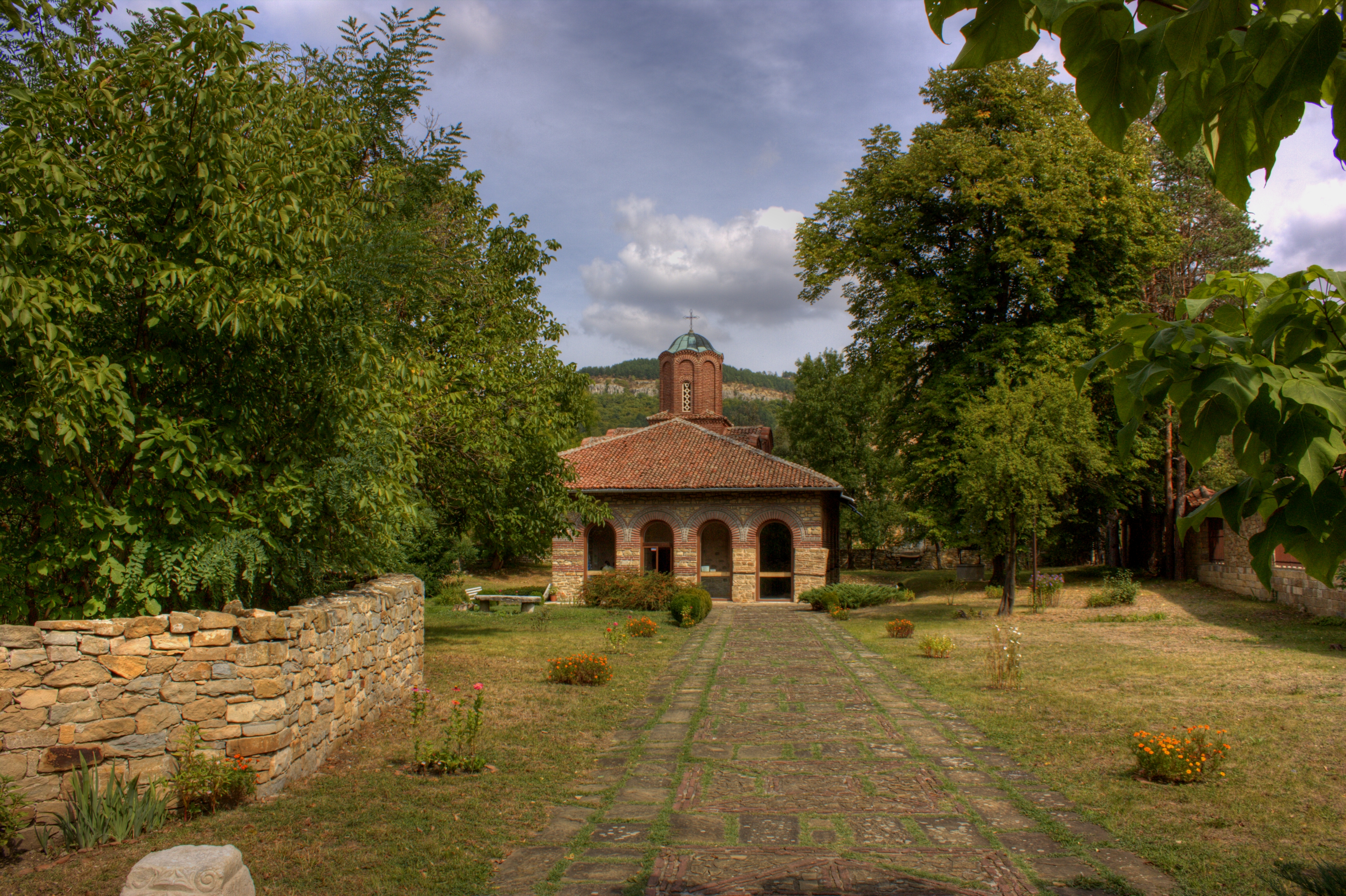
Església de Sant Pere i Sant Pau
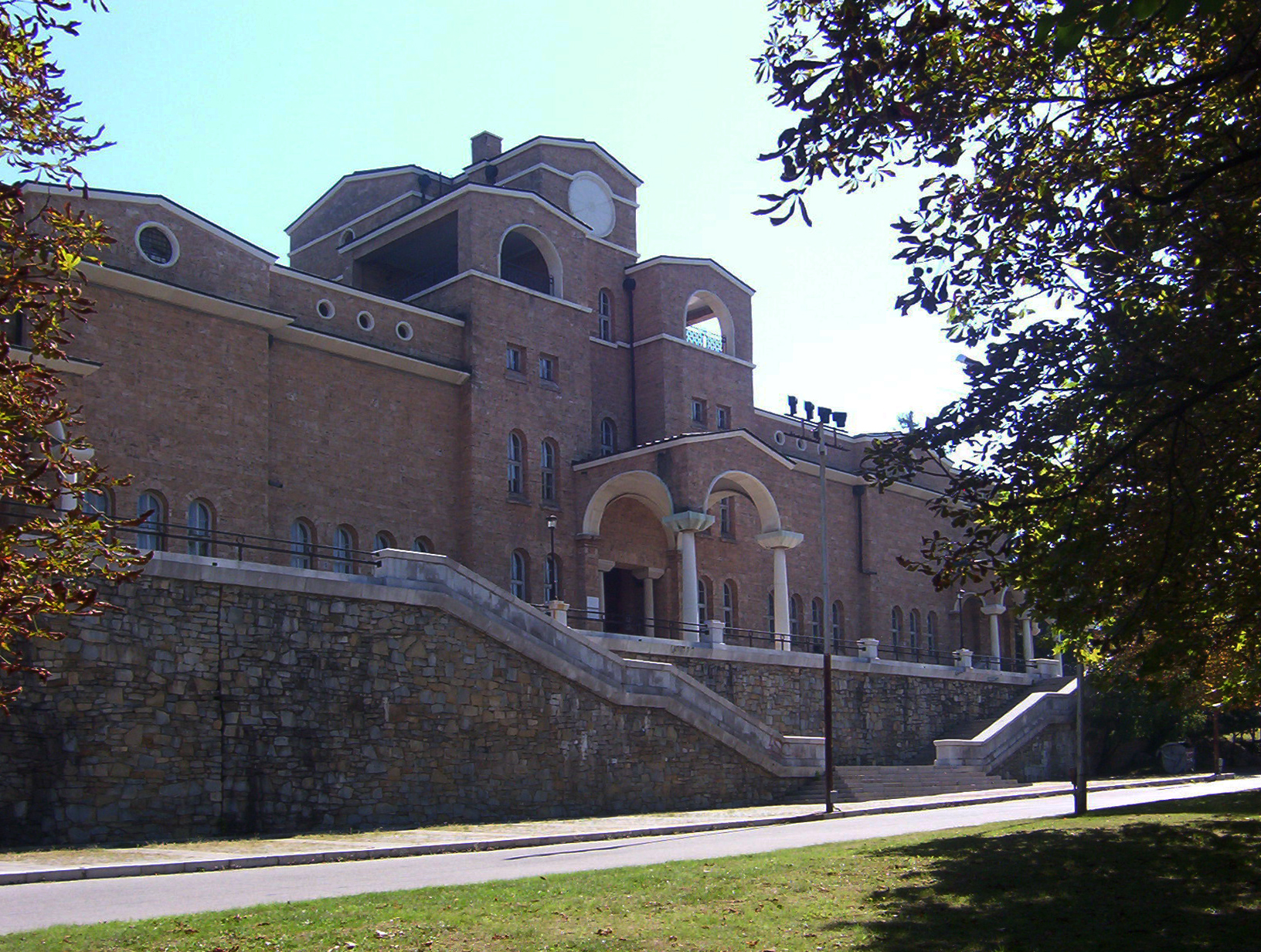
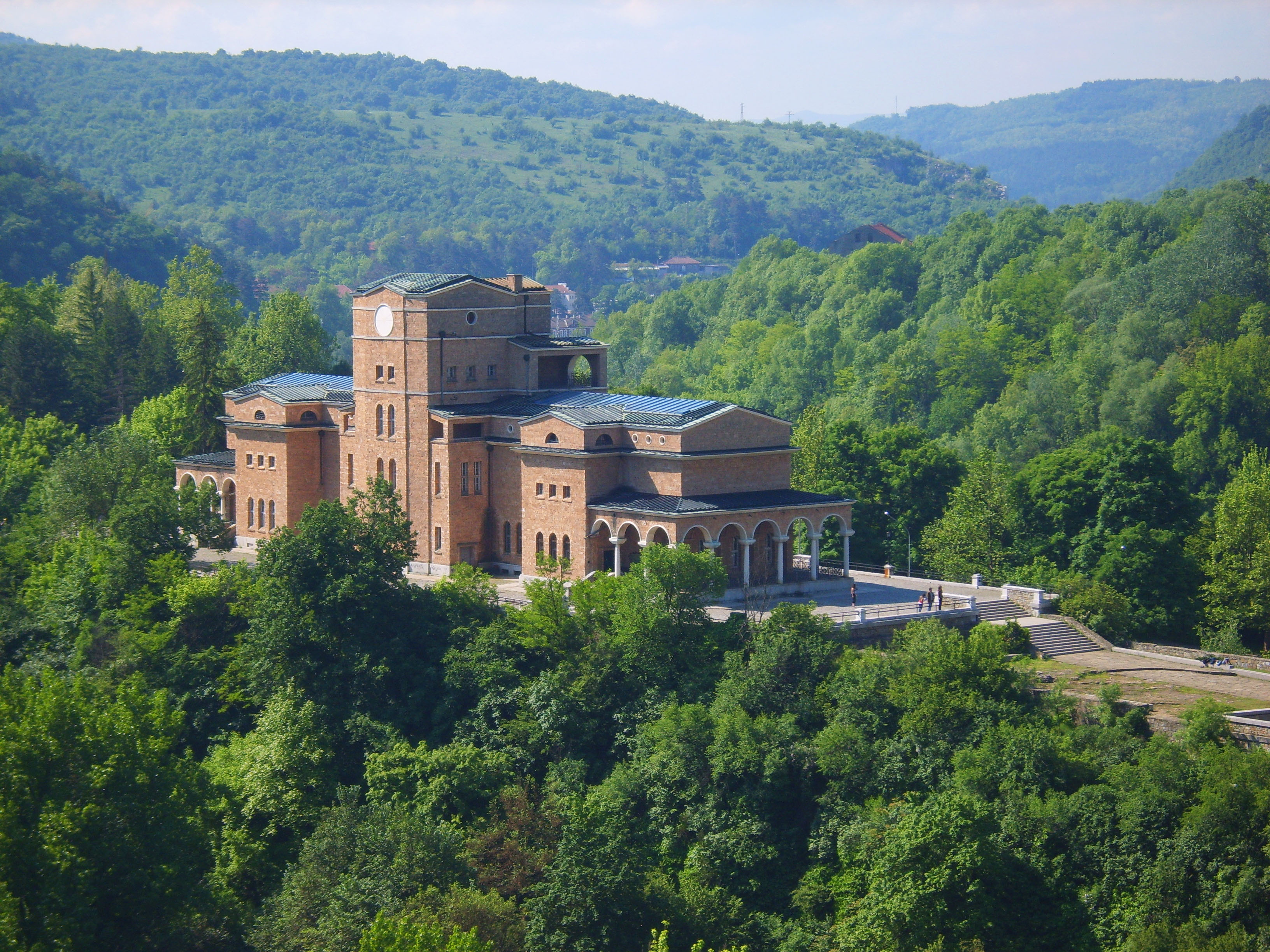
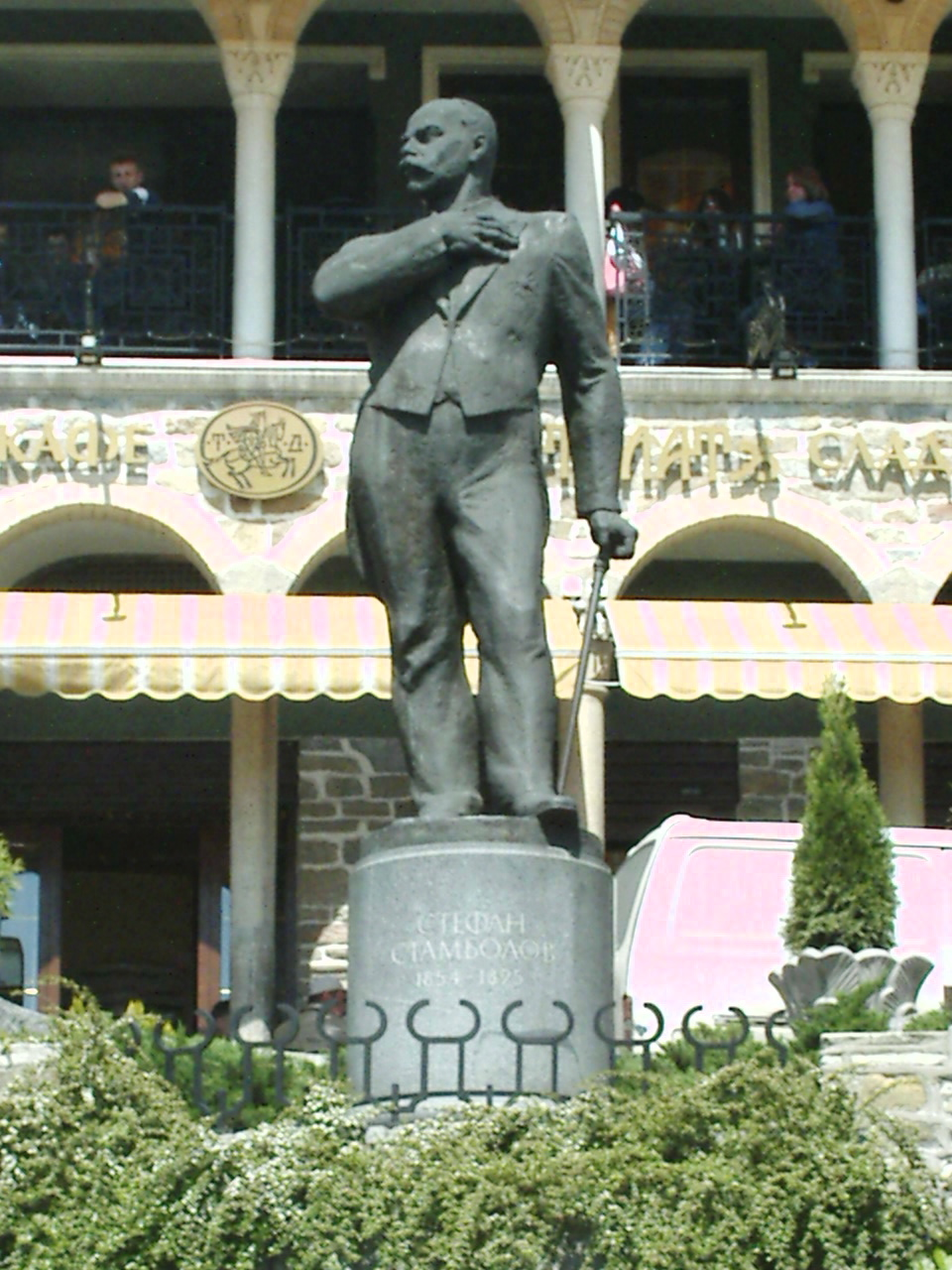
Monument de Stèfan Stambolov
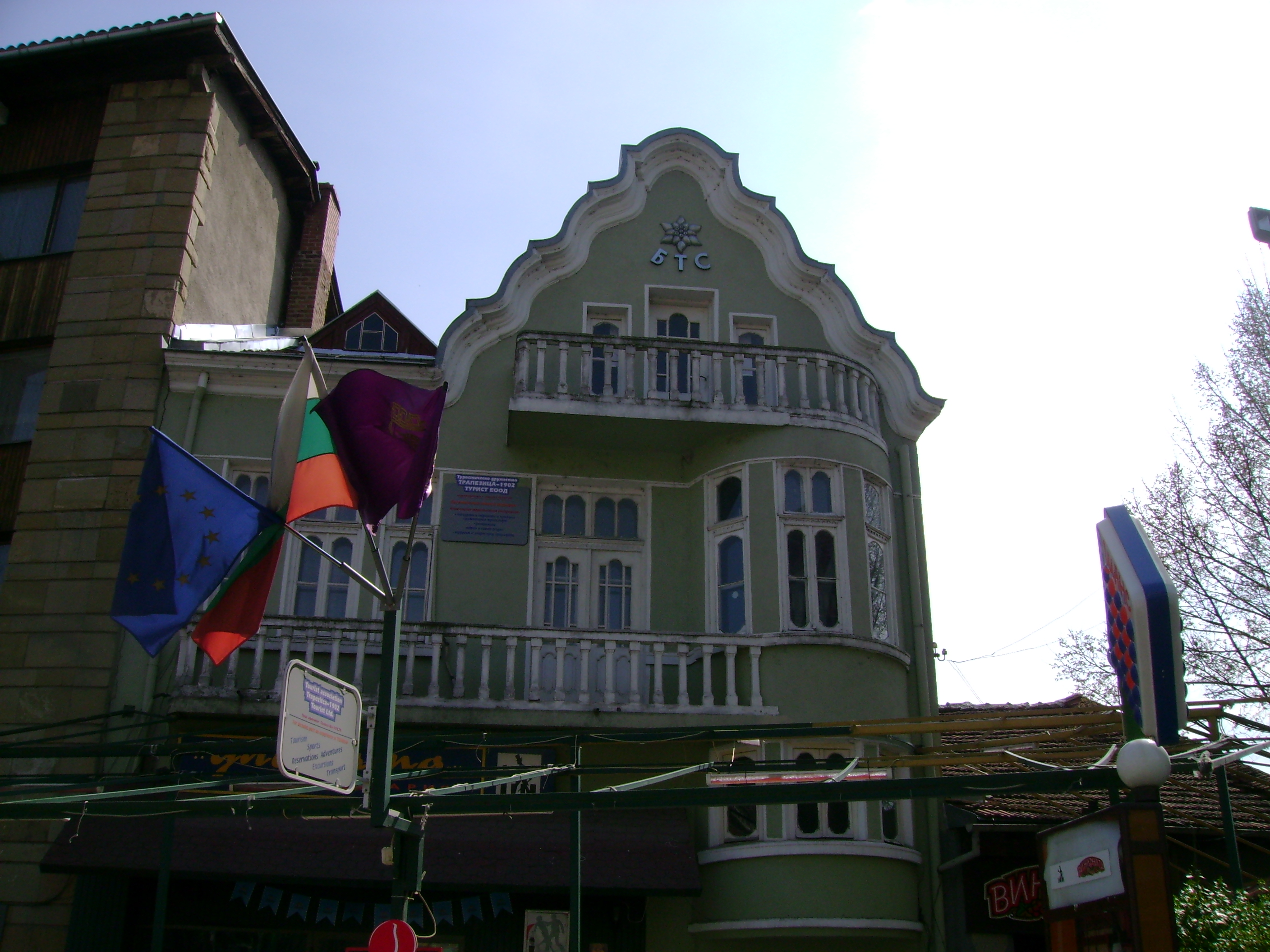
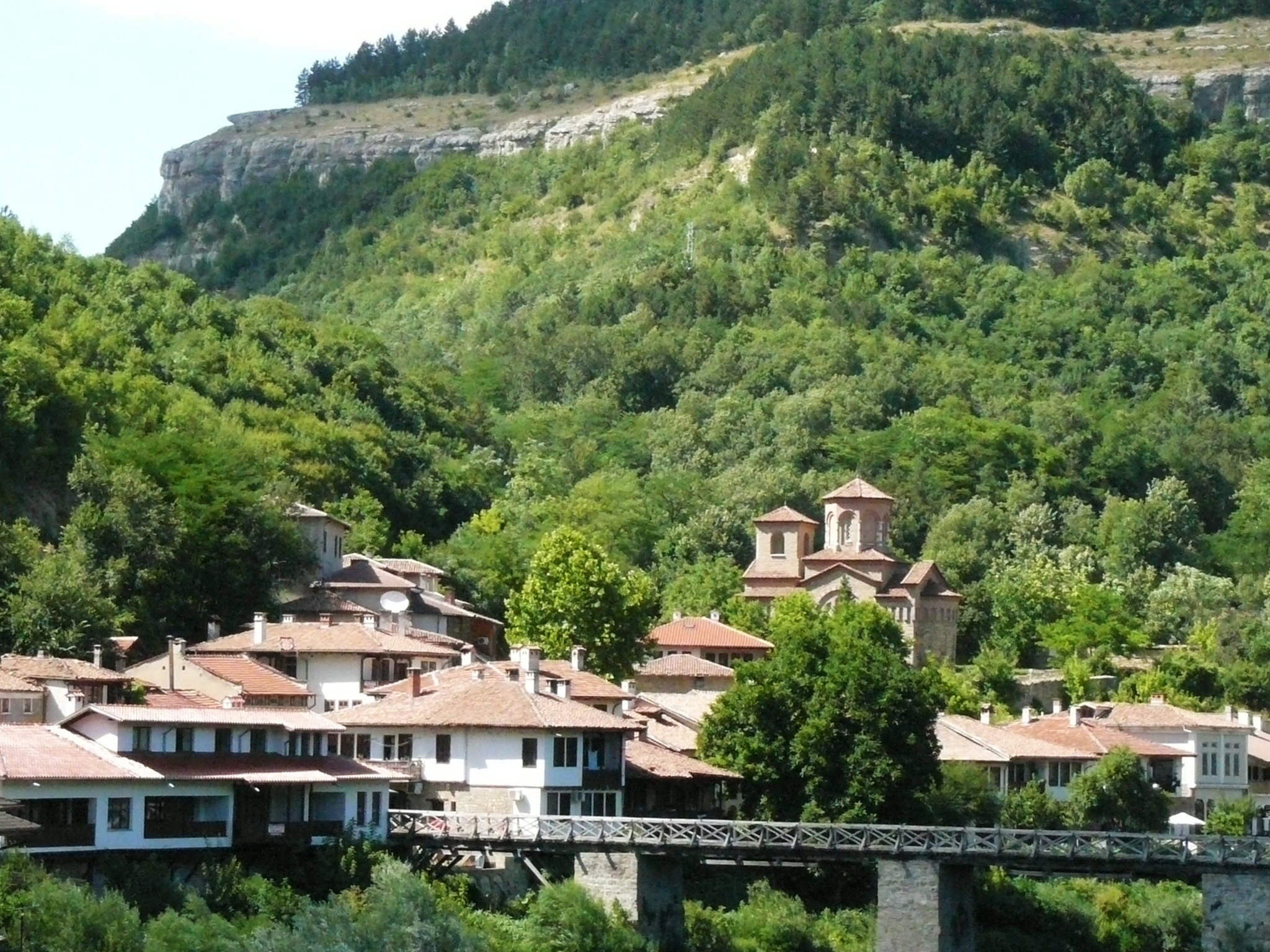
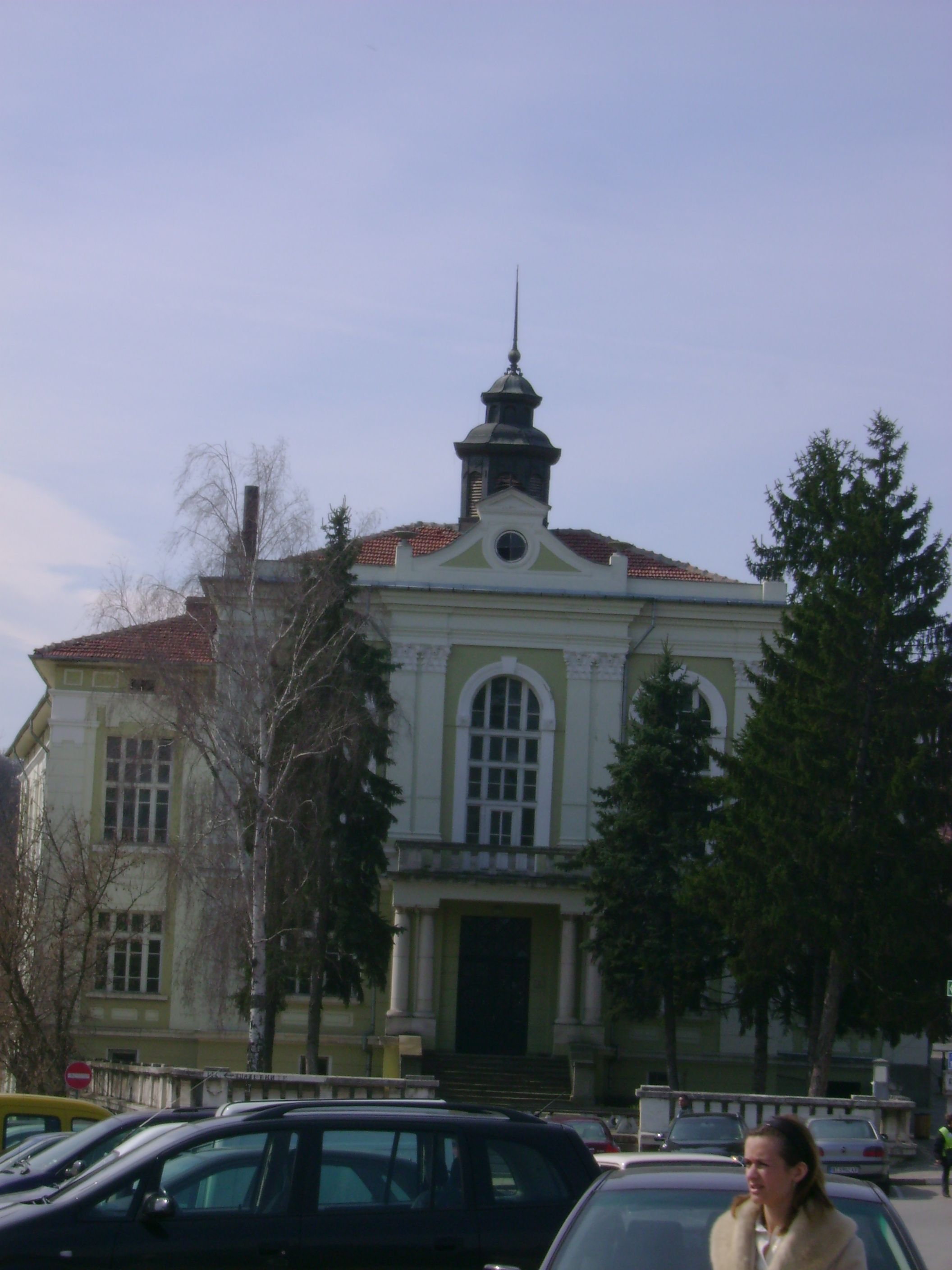

## Gent notable
- Krassimir Guenchev Balakov (1966), futbolista
- Krassimira Stoiànova (1962), soprano.

## Agermanaments
Veliko Tarnovo està agermanada amb:
| - Toledo, Espanya - Baiona, França - Serres, Grècia - Sopron, Hongria - Ohrid, Macedònia del Nord - Bítola, Macedònia del Nord - Tarxien, Malta - Cracòvia, Polònia - Iaşi, Romania | - Asti, Itàlia - Tver, Rússia - Niš, Sèrbia - Poltava, Ucraïna - Colonia Tovar, Veneçuela - Brașov, Romania - Cetinje, Montenegro - Tekirdağ, Turquia |